# 韓進海運

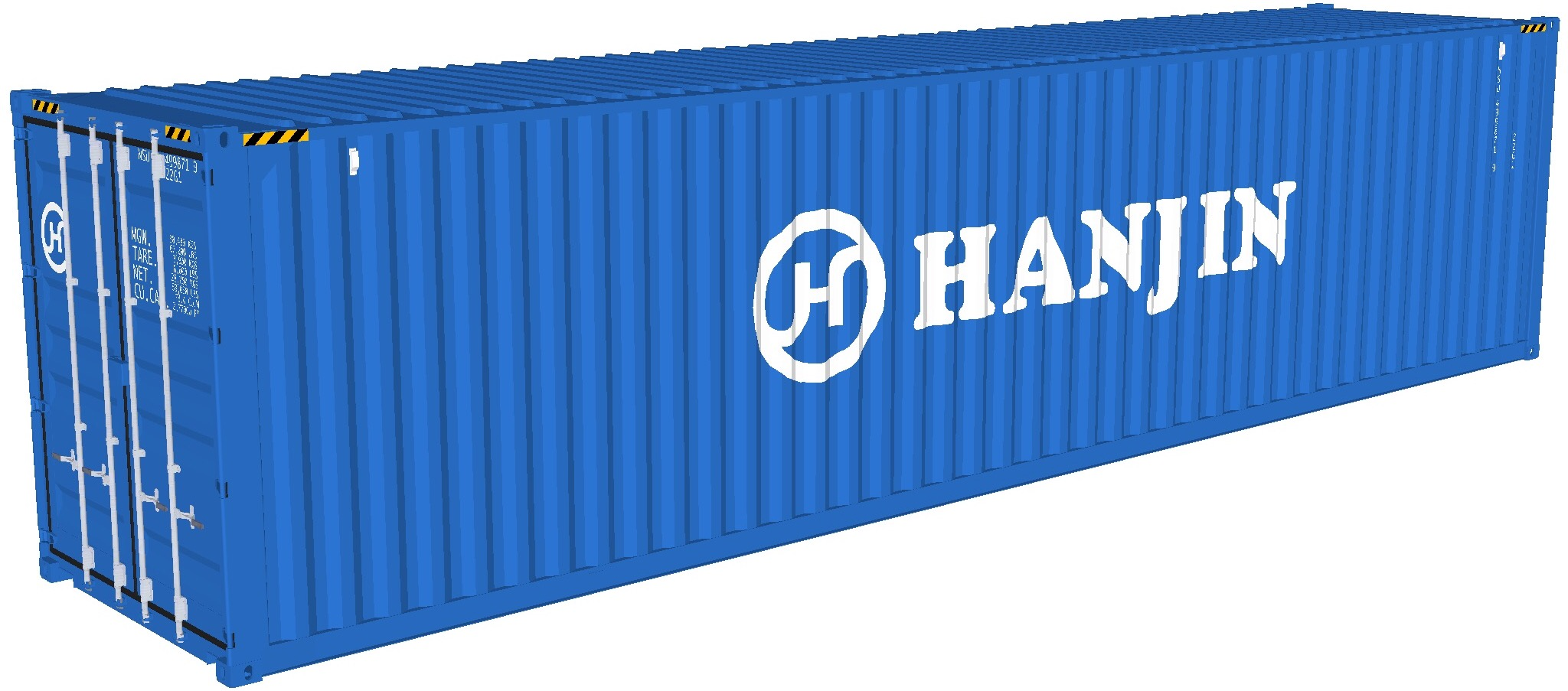
韓進海運的集裝箱

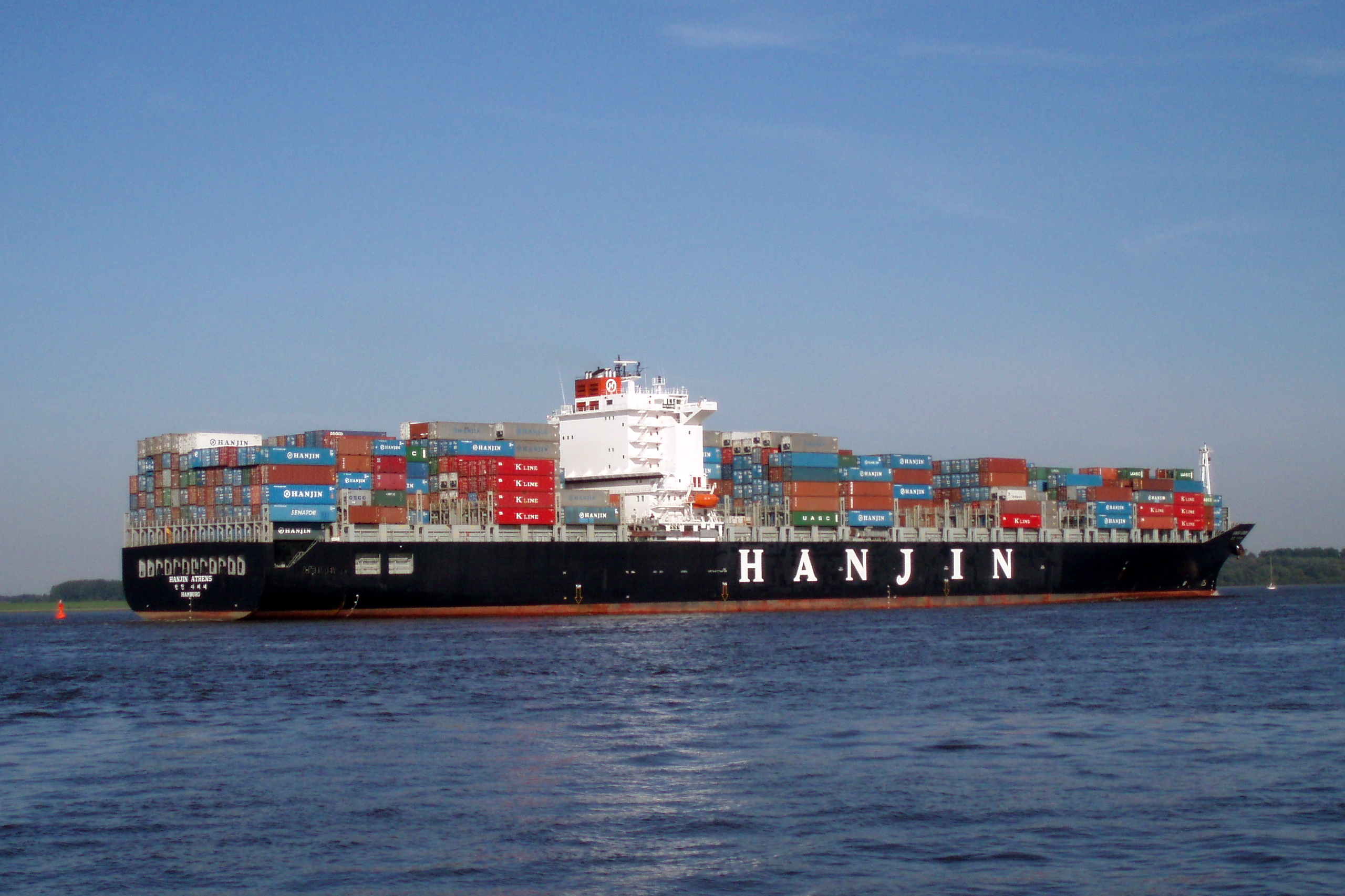
韩进集装箱货船

韓進海運（：／ Hanjin Haeun */?）是韓國一家已解散的海運公司，隸屬於韓進集團旗下，曾為全球第7大海運企业，是韓國最大的世界級貨運公司，主要由200多艘貨櫃輪、散裝貨船和液化天然氣船組成的船隊，運營著全球60多條定期和不定期航線，運航35個國家的90多個港口，其中包括14個貨櫃專用碼頭及2座物流轉運中心，每年向世界各地運輸上億噸貨物。公司總部位於大韓民國首爾特別市。其在世界主要港口城市如高雄、東京、釜山、上海、青島等城市之港口設有專用港區。
韓進海運的財務狀況受到近年國際貿易不景氣、海運市場欠佳的影響，截至2015年底負債高達6.6兆韓元、負債比近850%，預估2016年全年將虧損50億美金。由於長期財務狀況不佳，2016年5月，韓進海運已在債權人主導下計畫開始重組；但在8月底韓進海運最大債權人韓國產業銀行否絕了這個計劃、並決定在9月初結束所有的金援，成為導致韓進海運破產的重要因子，而韩进海运理事会决定向首尔中央地方法院申请法定管理（指对瀕临倒闭的企业，由法院指定第三者管理）。

## 歷史
- 1977年5月：趙重勳成立韓進貨櫃運輸公司(HJCL)
- 1978年10月：公司開辦首條韓國至中東的長途定期貨櫃輪服務，由静石號擔任首航。
- 1979年3月：公司開辦韓國至北美西岸越太平洋航路。
- 1983年9月：推出北美太平洋西岸航路每周定期貨櫃班輪。
- 1986年1月：開辦至北美東岸航路。
- 1986年7月：推出冷凍貨櫃服務。
- 1986年11月：開始經營美國西雅圖專用碼頭業務。
- 1988年12月：HJCL與KSC合併後更名為韓進海運（HJS）。
- 1989年3月：加入泛太平洋運價穩定協定組織(TSA)。
- 1990年1月：收購熱軋鋼卷產品專用船“韓進匹茲堡號(38,393DWT) ”。
- 1990年11月：歐洲地區總部從英國倫敦遷至德國漢堡。
- 1991年1月：開始提供鐘擺式服務模式(Pendulum Service, 歐洲航線+北美南西岸航線)。
- 1991年5月：被韓國天然氣公司選為液化天然氣船的運營商。
- 1992年5月：韓國第一艘4,000TEU級貨櫃船正式下水營運，命名為“韓進大阪號”。
- 1992年12月：成為韓國首家總營銷額超過1萬億韓幣的船運公司。
- 1996年6月：韓國首艘5,000TEU貨櫃船“韓進倫敦號”投入運營。
- 1998年3月：與DSR-Senator、朝陽商船及UASC締結聯盟關係。
- 2001年6月：成立韓進物流（HJL）。
- 2003年1月：加入CKYH聯盟。
- 2002年趙重勳去世，其三子赵秀镐继承了韩进海运。
- 2006年赵秀镐去世，其夫人崔银英继任韩进海运董事长。
- 2007年5月：在中國衢山島建立世界上最大的船舶修理廠。
- 2008年7月：與Keoyang航運合併。
- 2009年5月：韓進海運釜山港新港2-1期正式開放使用。
- 2009年12月：成立韓進海運控股公司。
- 2009年，韩进海运从韩进集团中独立出来。
- 2010年6月：韓進首次引進的10,000TEU級貨櫃船正式下水，命名為“韓進韓國號”。
- 2010年7月：韓進位於西班牙阿爾赫西拉斯貨櫃專用碼頭投入營運。
- 2011年3月：韓進海運投入首艘超大型油槽船“韓進臘斯塔努臘號 ”
- 2011年3月：韓進位於越南新港蓋梅國際深水港貨櫃專用碼頭正式投入營運。
- 2012年12月：實現歷史上第一次年銷售額達到10萬億韓元。
- 2014年3月：台灣的長榮海運加入CKYH聯盟後，組建成新的CKYHE聯盟[5]。
- 2014年：韩进海运经营权交还给韩进集团。
- 2015年3月：韓進海運聯手現代商船和陽明海運推出新的遠東-南美洲的服務航線。
- 2016年4月：韩进海运被交给债权人共同管理。
- 2016年5月：韓進與德國的赫伯羅特航運、日本的日本郵船、川崎汽船及商船三井和台灣的陽明海運公司等五家公司合組‘THE Alliance’海運聯盟。[6][7]
- 2016年8月30日：韓國產業銀行否举了韩进海运5000亿韩元自救计划。
- 2016年8月31日：該公司宣佈董事會已經通過申請破產保護，並暫停所有航運服務。[8]
- 2016年9月：韓進海運最大債權人韓國產業銀行（KDB）決定自9月4日起停止對該公司提供財務援助[9]，現在正面臨全球扣船的危機[10]，因破產效應持續發酵，將衝擊全球耶誕節商機[11]。
- 2016年11月21日：破产后首批资产在华拍卖，484个空集装箱拍了331万余人民币。[12]
- 2017年2月17日：南韓法院正式宣告韓進海運破產[13]。